# Hermann Bredenfeld
Hermann-Josef Bredenfeld (* 3. November 1947 in Essen) ist ein ehemaliger deutscher Fußballspieler.

## Laufbahn
Der gelernte Industriekaufmann begann seine Karriere bei Wacker Steele und kam dann über Schwarz-Weiß Essen zu Hertha BSC. Angefangen hat seine Karriere in der Schüler- beziehungsweise Jugendnationalmannschaft des DFB. Der Schüler gehörte am 24. Mai 1963 der Schüler-Elf an, die in Heilbronn mit 3:1 Toren England besiegen konnte. Am 7. November 1965 debütierte er beim Länderspiel in Belgrad gegen Jugoslawien vor Torhüter Norbert Nigbur in der Verteidigung an der Seite von Egon Köhnen in der Jugendnationalmannschaft. Im Jahr 1966 führte der DFB sieben A-Junioren-Länderspiele durch, darunter das UEFA-Juniorenturnier in Jugoslawien, Bredenfeld kam in allen Spielen zum Einsatz. Insgesamt wird er mit acht Länderspieleinsätzen in der Jugendnationalmannschaft geführt. Spielte er bei SW Essen von 1966 bis 1968 in der damaligen zweitklassigen Fußball-Regionalliga West noch in der Abwehr (60 Spiele/2 Tore), durfte er für den Berliner Bundesligisten im Mittelfeld antreten. Mit Essen erreichte er 1966/67 die Vizemeisterschaft im Westen und nahm mit der Mannschaft vom Uhlenkrug an der Aufstiegsrunde zur Bundesliga teil. Mit einem Punkt Rückstand zu Borussia Neunkirchen verfehlte er mit SW Essen den Bundesligaaufstieg.
Im Anschluss daran sorgte der Fall Bredenfeld für bundesweites Aufsehen. Nach sehr guten Leistungen in der Aufstiegsrunde zur 1. Bundesliga wurde der 1. FC Nürnberg aufmerksam und wollte Bredenfeld verpflichten. Dies war jedoch aufgrund der Lizenzspieler-Statuten nicht erlaubt, da ein Spieler vor Vollendung des 20.  Lebensjahres im damaligen Profi-Fußball den Verein nicht wechseln durfte. Der erste Vertrag, den ein Spieler mit 18 Jahren bekommen konnte, galt automatisch  für zwei Jahre. Bredenfeld besaß bei SW Essen aber nur einen Einjahresvertrag, aber auch der band den Spieler für zwei Jahre. Nachdem der 1. FC Nürnberg sogar ein falsches Geburtsdatum von Bredenfeld auf der Transferliste einsetzte, um einen Wechsel herbeizuführen, wurde eine Verhandlung vor dem DFB-Gericht durchgeführt. Ergebnis: Bredenfeld musste bei SW Essen bleiben – obwohl er bereits wochenlang unter Max Merkel beim 1. FC Nürnberg trainiert hatte. Unwillig kehrte er im Spätsommer 1967 an den Uhlenkrug zurück, um ein Jahr später zu Hertha BSC zu wechseln.
Von 1968 bis 1970 bestritt er für die Berliner 33 Spiele und erzielte 6 Tore. Danach wechselte er in die Regionalliga, zunächst 1970/71 (4. Platz; 27-2) zu TSV 1860 München, dann zu Rot-Weiss Essen. Mit RWE wurde er 1971/72 Vizemeister hinter dem Wuppertaler SV. Im zweiten Jahr, 1972/73, war er in 20 Ligaspielen mit einem Tor im Einsatz, als die Mannschaft aus Bergeborbeck die Meisterschaft feiern konnte. In der erfolgreichen Aufstiegsrunde bestritt er zwei Spiele.
Danach heuerte er bei FC St. Pauli an und kam 1973/74, im letzten Jahr der alten zweitklassigen Regionalliga, im Norden zur Vizemeisterschaft, wozu er an der Seite der Mitspieler Horst Wohlers und Franz Gerber in 26 Ligaspielen zwei Tore beigesteuert hatte. 1975 kehrte er wieder in die Bundesliga zurück. Der Aufsteiger Karlsruher SC hatte 1975 kräftig investiert, um die Klasse zu halten, was auch gelang, wenn auch nur für zwei Spielzeiten. 1977 verabschiedete sich das Team wieder in die 2. Bundesliga. Hermann Bredenfeld hatte für die Badener 56 Bundesligaspiele bestritten und fünf Tore erzielt. Dann folgten noch 26 Zweitligaspiele mit einem Tor, bevor er zu SC Viktoria Köln wechselte. Hier ließ er von 1978 bis 1981 in 39 Zweitligaspielen seine Karriere ausklingen. Nach seiner Karriere studierte er an der Fachhochschule für öffentliche Verwaltung und arbeitet heute im öffentlichen Dienst.